# داميان فيلتشيف
الجنرال داميان فيلتشيف (بالبلغارية: Дамян Велчев Дамянов) وُلد في 4 مارس 1883 بمدينة غابروفو بإمارة بلغاريا التابعة إسميا للدولة العثمانية وتوفي في 25 يناير 1954 بفرنسا، ضابط عسكري وسياسي بلغاري شغل منصب وزير الدفاع في حكومة جمهورية بلغاريا الشعبية.

## سيرته الذاتية
في عام 1930 انضم فيلتشيف لإحدى المنظمات الموالية لحركة زفينو وهي منظمة عسكرية وسياسية أسسها بعض من ضباط الجيش، وصعد نجمه سريعا داخل الحركة وقاد انقلاب عام 1934 والذي أطاح بالحكومة الشعبية وحلت محلها حكومة نقابية متسلطة، غير أنه لم يُعط منصبا في الحكومة حديثة التشكيل برئاسة كيمون غيورغيف وبقي خلف مسرح الأحداث محاولا استصدار دستور جديد يلغي الملكية ويضع أسس لنظام جمهوري جديد، مما دفع الملك بوريس الثالث لإجراء تعديلات دستورية سريعة في يناير 1935 مكنته من ملاحقة حركة زفينو وجميع أعضائها جنائيا مما دفع فيلتشيف للهرب خارج البلاد ليعود بعدها متسللا في سبتمبر من العام نفسه في محاولة أخرى لاستعادة السلطة في البلاد من خلال تنظيم انقلاب جديد غير أن السلطات البلغارية تمكنت من اكتشاف المؤامرة وأُلقي القبض على فيلتشيف الذي صدر ضده حكم بالإعدام، حتى أصدر الملك بوريس الثالث مرسوما ملكيا بالعفو عنه وتخفيف العقوبة من الإعدام إلى السجن مدى الحياة.

### الحرب العالمية الثانية
مع دخول الحرب العالمية الثانية منعطفاتها الأخيرة، تمكن فيلتشيف من الفرار من محبسه والانضمام إلى صفوف الجبهة الوطنية عام 1943، وهي حركة مقاومة مضادة لدول المحور ومؤيدة للشيوعية، وتمكنت الحركة من اعتلاء السلطة في البلاد عام 1944 وكونت حكومة وطنية حصل فيها فيلتشيف على حقيبة وزارة الدفاع، إلا أنه لم يستمر طويلا في منصبه خاصة بعد حركات التطهير التي قادها الشيوعيون في صفوف الجيش، مما دفعه لتقديم استقالته عام 1946، بعدها رُشّح لشغل منصب سفير الدولة في سويسرا إلا أنه لم يستمر طويلا في منصبه، حيث استقال بعد أق من عام من شغله المنصب.

## وفاته
رفض فيلتشيف العودة لبلغاريا بعدما تقدّم باستقالته من منصبه وطالب بحق اللجوء لسويسرا ومُنح إياه، بعدها سافر إلى فرنسا حيث منح اللجوء هناك حيث عاش بقية حياته حتى وفاته في 25 يناير 1954.